# Баттенберги
Баттенберги (нем. Battenberg) — морганатическая ветвь Гессенского дома, правившего великим герцогством Гессен на Рейне. С 1917 года большая часть представителей рода, проживавших в Великобритании, стала использовать новую фамилию — Маунтбеттен, являющуюся переводом фамилии Баттенберг на английский язык с перестановкой частей.

## История
16 (28) октября 1851 года принц Александр Гессен-Дармштадтский женился в Бреслау на фрейлине графине Юлии Маврикиевне Гауке, придворной даме своей сестры Марии Гессенской (в православии Марии Александровны). Брак был морганатическим.
Брат принца Александра, великий герцог Гессенский Людвиг III, дал Юлии 5 ноября 1851  года титул графини фон Баттенберг для неё и её потомков, которые не смогут претендовать на гессенский престол. Титул был создан по названию города в Гессене, где супруги некоторое время жили в уединении.
26 декабря 1856 года Юлия была возведена в ранг Её Светлости принцессы Баттенбергской. Пять детей Александра и принцессы Баттенбергской носили титул принца или принцессы Баттенбергских и обращение Светлость.
Бо́льшая часть членов семьи, проживавшая в Великобритании, отказалась от своих немецких титулов в 1917 году из-за войны с Германией. Они взяли фамилию Маунтбеттен (Mountbatten) — перевод фамилии Баттенберг на английский язык с перестановкой частей.

## Представители рода
- Принц Александр Гессен-Дармштадтский (1823—1888)
∞ Юлия, принцесса Баттенбергская (1825—1895)
  - Мария (1852—1923)
  - Людвиг (1854—1921), 20 июня 1917 года стал достопочтенным маркизом Милфорд-Хейвен и отказался 1 июля 1917 года от немецкого титула принца Баттенбергского, взяв фамилию Маунтбеттен (Mountbatten); был женат на Виктории Гессен-Дармштадтской.
    - Алиса (1885—1969), замужем за Андреем, принцем Греческим;
      - от этого брака родился принц Филипп Греческий (1921—2021), в 1947 году женившийся на будущей королеве Елизавете II.
        - линия Маунтбеттен-Виндзор

    - Луиза (1889—1965), замужем за королём Швеции Густавом VI Адольфом (вторая жена, с 1950 королева),
    - Джордж (Георг; 1892—1938), 2-й маркиз Милфорд-Хейвен, женат на Надежде Михайловне Торби
      - Дэвид Маунтбеттен, 3-й маркиз Милфорд-Хейвен (1919—1970)
        - Маунтбеттен, Джордж, 4-й маркиз Милфорд-Хейвен

    - Луис (Людвиг; 1900—1979), граф Маунтбаттен Бирманский (1946), женат на Эдвине Эшли.
      - Патрисия (1924—2017)
      - Памела (род. 1929)

  - Александр (1857—1893), князь Болгарии, позже граф Гартенау, был женат на Иоанне Лойзингер, дети:
    - Асен (1890—1965)
    - Цветана (1893—1935)

  - Генрих (1858—1896), был женат на Британской принцессе Беатрисе, дети:
    - Александр (1886—1960), отказался от фамилии в 1917 и стал маркизом Кэрисбрук,
    - Виктория Евгения (1887—1969), замужем за королём Испании Альфонсом XIII
    - Леопольд (1889—1922),
    - Мориц (1891—1914).

  - Франц Иосиф (1861—1924), был женат на принцессе Анне Черногорской, детей не имели.